# Верхний Кемулта
Верхняя Кемулта (осет. Уæллаг Хъемулта, груз. ზემო ყემულთა — Земо-Кемульта) — село в Закавказье, расположено в  Дзауском районе Южной Осетии, фактически контролирующей село; согласно юрисдикции Грузии — в Джавском муниципалитете. 
Относится к Кемултской (Кемультской) сельской администрации в РЮО.

## География
Село расположено на правом побережье реки Кешельта (притока реки Паца), в 10 км к северо-западу от райцентра Дзау и в 1 км к северо-востоку от села  Кемулта (Нижняя Кемулта).

## Население
По переписи 2015 года численность населения с. Верхняя Кемулта составила 12 жителей. 

## Топографические карты
- Лист карты K-38-52 Джава. Масштаб: 1 : 100 000. Состояние местности на 1987 год. Издание 1989 г.